# Saved (Album)

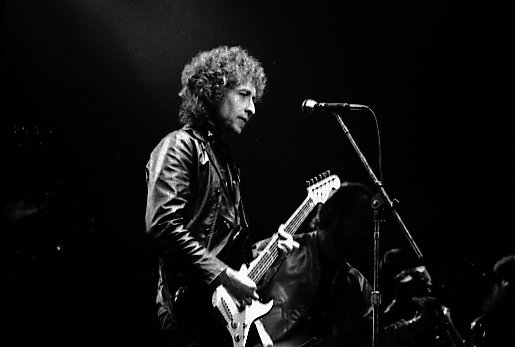
Bob Dylan bei einem Konzert in Toronto, April 1980

Saved ist das 20. Studioalbum von Bob Dylan. Das Album wurde am 23. Juni 1980 auf LP und Kassette veröffentlicht, 1990 folgte die CD-Version.

## Albuminformationen
Saved gehört zu Dylans christlicher Trilogie, zu der auch die Alben Slow Train Coming von 1979 und Shot of love von 1981 gerechnet werden. Das Album enthält Lieder mit Gospelarrangements und setzt sich textlich mit christlichen Themen auseinander. Im Song Saved feiert Dylan seine Errettung vor der Sünde durch das „Blut des Lammes“ und dankt seinem Herrn für seine Barmherzigkeit. Covenant woman richtet sich an eine „Frau des Bundes“, die das lyrische Ich errettet hat; sie ist ihm emotional äußerst nahegekommen und hat es mit Gott vertraut gemacht. Dylan entwickelt in den Texten symbolische Bilder, die sein Verhältnis zu Gott beschreiben. An ihn klammert er sich wie an einen Felsen (Solid rock), für ihn eilt er durch die Welt (Pressing on), von ihm fühlt er sich gnädig erlöst (Saving Grace) und er verehrt ihn in der persönlichen Beziehung zu Jesus (In the Garden).

## Rezeption
Das Album erreichte Platz 3 der britischen Charts. und Platz 24 der US-Charts Häufig wurde die Platte von Kritikern negativ bewertet, so etwa von Robert Christgau; er gab dem Album ein "C+".
Auch Konzerte aus dieser Zeit wurden oft kritisiert. So kommentierte der San Francisco Chronicle: „Bob Dylan’s God-Awful Gospel.“ Vor den Konzerten der christlichen Phase kam es zu Demonstrationen für und ebenso gegen Dylans neues christliches Selbstverständnis. Für einige Monate spielte Dylan nur noch die "christlichen" Songs auf seinen Konzerten. Häufig bezog sich die Kritik auf die fundamentalistisch-christliche Ausrichtung der Songtexte. Der Musikkritiker Robert Shelton, Dylans Biograph, merkte an, dass manche Saved für ein „musikalisch großartiges Album“ hielten mit „einigen der faszinierendsten Modulationen (etwa bei In the Garden und Covenant Woman), die er [Dylan] je geschrieben hatte.“ Auch Musikerkollegen schätzten die Musikalität des Albums: Bemerkenswert gecovert wurden die Stücke Pressing on von Alicia Keys (2013) und Covenant woman von Hannah Cohen (2014).

## Titelliste
Alle Songs stammen von Bob Dylan, mit Ausnahme der Stücke A Satisfied Mind (von Red Hayes und Jack Rhodes) und Saved, das Dylan zusammen mit Tim Drummond geschrieben hat.
Seite 1:
- 1. A Satisfied Mind (Red Hayes, Jack Rhodes) – 1:57
- 2. Saved (Tim Drummond, Bob Dylan) – 4:00
- 3. Covenant Woman – 6:02
- 4. What Can I Do for You? – 5:54
- 5. Solid Rock – 3:55

Seite 2:
- 1. Pressing On – 5:11
- 2. In the Garden – 5:58
- 3. Saving Grace – 5:01
- 4. Are You Ready – 4:41

## Besetzung
- Bob Dylan – Gitarre, Bluesharp, Keyboard, Gesang

Studiomusiker
- Carolyn Dennis – Gesang
- Tim Drummond – Bass
- Regina Havis – Gesang
- Jim Keltner – Schlagzeug
- Clydie King – Gesang
- Spooner Oldham – Keyboard
- Fred Tackett – Gitarre
- Monalisa Young – Gesang
- Terry Young – Keyboard, Gesang

## Produktion
- Barry Beckett – Produzent
- Gregg Hamm – Toningenieur
- Bobby Hata – Audio mastering
- Mary Beth McLemore – Tonassistent
- Arthur Rosato – Fotografie
- Jerry Wexler – Produzent
- Paul Wexler – Mastering supervision
- Tony Wright – Graphiker